# Bruno Bianchi (cinéma)
Pour les articles homonymes, voir Bruno Bianchi et Bianchi.
Bruno Bianchi est un dessinateur, réalisateur, producteur et scénariste français d'origine italienne né le 6 septembre 1955 à Chartres et mort le 1er décembre 2011 dans le 15e arrondissement de Paris,.

## Biographie
Bruno Bianchi a appris à dessiner enfant en autodidacte. Il s'est consacré à l'animation pendant plus de vingt ans et a travaillé comme réalisateur et dessinateur sur des séries télévisées comme Inspecteur Gadget, Les Entrechats, Jayce et les Conquérants de la Lumière et M.A.S.K. Il a également produit et réalisé The WhyWhy ? Family, Iznogoud, Walter Melon et Jim Button.
Il est aussi à l'origine des personnages originaux du film de David Kellogg, Inspecteur Gadget.
Mort d'un cancer à 56 ans, ses obsèques se sont déroulées au crématorium du Père-Lachaise le 6 décembre 2011 à Paris.

## Filmographie

### Comme réalisateur
- 1980 : Cro et Bronto (série télévisée)
- 1980 : Archibald le Magichien (en) (série télévisée)
- 1983 : Inspecteur Gadget ("Inspector Gadget") (série télévisée)
- 1984 : Les Entrechats ("Heathcliff") (série télévisée)
- 1985 : Jayce et les Conquérants de la Lumière ("Jayce and the Wheeled Warriors") (série télévisée)
- 1985 : Blondine au pays de l'arc-en-ciel ("Rainbow Brite") (série télévisée)
- 1985 : Les Catcheurs du Rock (série télévisée)
- 1985 : M.A.S.K (série télévisée)
- 1986 : Les Popples (série télévisée)
- 1986 : Les Entrechats, le film (en) ("Heathcliff: The Movie")
- 1987 : Diplodo (série télévisée)
- 1992 : Les Aventures de Carlos ("Around the World in Eighty Dreams") (série télévisée)
- 1993 : Les Voyages de Corentin (série télévisée)
- 1995 : 20 000 Lieues dans l'espace (série télévisée d'animation française)
- 1995 : Iznogoud (série télévisée d'animation)
- 1996 : Les Kikekoi (série télévisée)
- 1997 : Les Nouvelles Aventures d'Oliver Twist (série télévisée)
- 1997 : Princesse Sissi (série télévisée)
- 2000 : Jim Bouton (série télévisée)
- 2001 : Gadget et les Gadgetinis ("Gadget and the Gadgetinis") (série télévisée)
- 2004 : Les Tofou (feuilleton TV)

### Comme producteur
- 1984 : Heathcliff & the Catillac Cats (série télévisée)
- 1995 : Iznogoud (série télévisée)
- 1996 : Les Kikekoi (série télévisée)
- 1997 : Achille Talon (série télévisée)
- 2000 : Jim Bouton (série télévisée)
- 2001 : Gadget et les Gadgetinis (série télévisée)
- 2004 : Les Tofou (feuilleton TV)
- 2001 : W.I.T.C.H. (série télévisée)

### Comme animateur
- 1987 : Bécébégé (Beverly Hills Teens) (série télévisée)
- 1990 : Manu (série télévisée)

## Invitations
- Bruno Bianchi est l'invité du festival Cartoonist 2000 à l'occasion duquel il découvrit l'impact de ses réalisations sur le public français ;
- Il est aussi l’invité des Japan Expo 4e et 5e Impact en juillet 2002 et 2003.